# شیر شیره
شیر شیره یکی از ترشی‌های سنتی استان همدان شمرده می‌شود. شیر شیره از انگور سیاه و سرکه که چند ماه زیر برف خوابانده شده درست می‌شود. و در واقع شاید بتوان ترشی انگور نامید. طعمی ملس دارد و انگور را به روشی خاص در مایع مخلوطی از سرکه و شکر در مرز بین سرکه و شراب نگه می‌دارد که نه تبدیل به سرکه می‌شود و نه تبدیل به الکل می‌شود.
بیشتر برای تهیه آن از انگور سیاه (شانی) استفاده می‌شود ولی از گونه‌های دیگر نیز گاهی بهره‌برداری می‌شود برای خرید این نوشیدنی خوش طعم فقط باید به شهر همدان سفر کرد و زمان سرو آن از اواخر پاییز تا اوایل تابستان است. .